# Печеншки манастир
Трифонов печеншки манастир Свете Тројице (рус. Свято-Трои́цкий Три́фонов Пе́ченгский монасты́рь; фин. Trifon Petsamolaisen luostari) активни је мушки манастир који се налази под ингеренцијом Руске православне цркве, односно њене Североморске епархије Мурманске митрополије. Налази се у селу Луостари на крајњем северозападу Русије, у њеној Мурманској области. Дуго времена је био један од најсевернијих светских манастира. Основан је 1533. и најстарији је православни манастир на далеком северу Русије.
Посвећен је Светој Тројици.
Манастир је 1533. године основао новгородски монах (данас у рангу преподобника РПЦ) Трифон Печеншки, на месту где се река Мана уливала у Печенгу. Године 1548. манастирско братство је самовољно одлучило да премести манастир на нову локацију, нешто северније и ближе ушћу Печенге, на место које је било погодније за трговину и риболов. У децембру 1589. финска војска је спалила манастир и побила манастирско братство, а након тога манастир је поново успостављен али на другој локацији, унутар Кољске тврђаве. Након великог пожара 1619. манастир је поново премештен на нову локацију, овај пут на обалу реке Коле.
Манастирско братство је распуштено одлуком императорке Катарине Велике од 1765. године, а поново је успостављен 1886. одлуком Светог синода РПЦ на месту где су финске трупе погубиле првобитно манастирско братство. Манастир је потом егзистирао до краја 1920. када је претрпео ново уништење у јеку Руског грађанског рата. Совјетска тајна служба је 12. децембра 1940. ухапсила и погубила тадашњег игумана Пајсија (Рјабова).
Манастирско братство је обновљено тек 1997. када су у манастир пренесене мошти 116 монаха који су страдали приликом напада на манастир 1589. године.